# Парастернална линија
Парастернална линија (лат.  linea parasternalis) једна је од оријентационих вертикална линија на предњем делу грудног коша која у анатомији и клиничкој пракси служи за ближе одређивање положаја појединих органа на телу.

## Анатомија
Парастернална лнија се налази се на једнаком растојању, или на средини, између бочне грудне линије и средње-клавикуларне линије.